# Напата

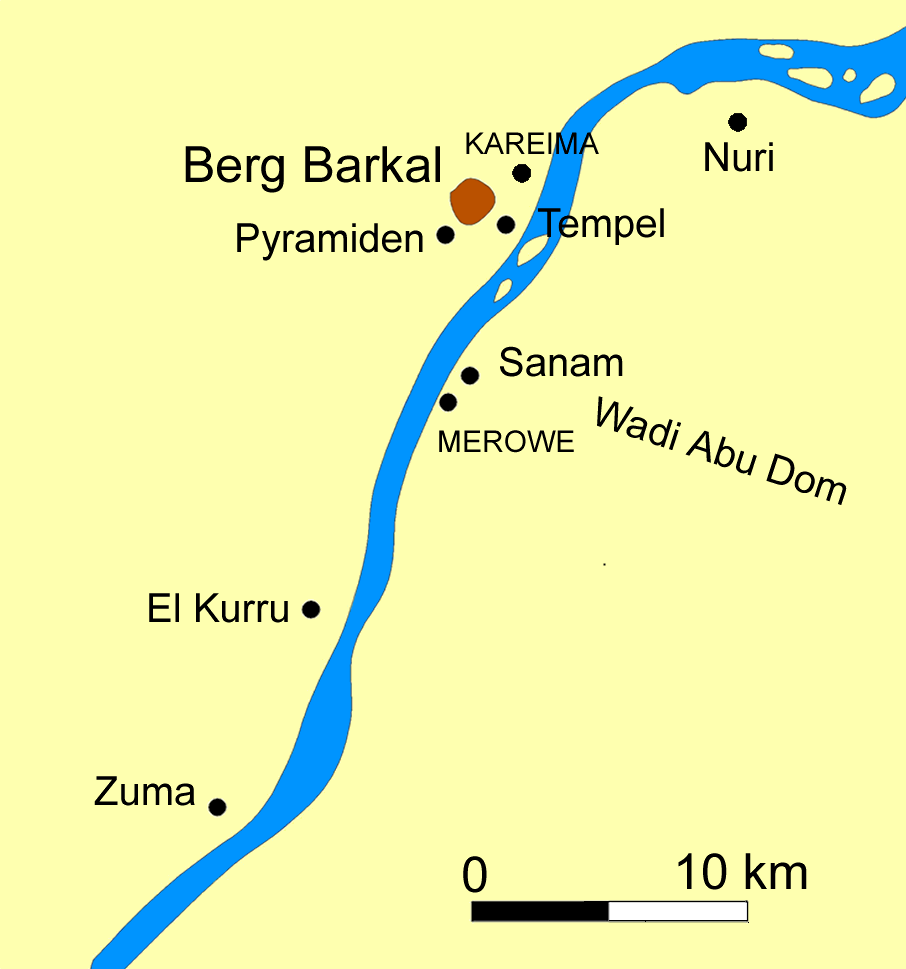
Джебель-Баркал і його околиці

Напата — місто на західному березі Блакитного Нілу, розташовувалося на 400 кілометрів північніше Хартума, сучасної столиці Судана. Було засноване близько 1450 до н. е. нубійцями. Через 600 років стало столицею Куша. Після того як столиця була перенесена в Мерое, Напата стала релігійним центром. В 24 р н. е. була зруйнована римлянами при царюванні цариці Аманірене. Римлянами командував префект Єгипту Гай Петроній.

## Нове місто Амона
Руїни цього міста були вперше описані європейськими дослідниками в 1820 році. При подальших дослідженнях були виявлені руїни 13 храмів і 3 палаців. Найбільший храм — храм Амона — і в 21 сторіччі вважається священним серед місцевого населення.
Місто знаходилося нижче четвертого порога Нілу. Деякі споруди в Напаті входять в Список всесвітньої спадщини Африки. Руїни цього стародавнього міста розташовані біля підніжжя священної для стародавніх єгиптян скелі Джебель-Баркал — місця, де жив сам бог Амон і де був збудований на честь цього бога великий храм.

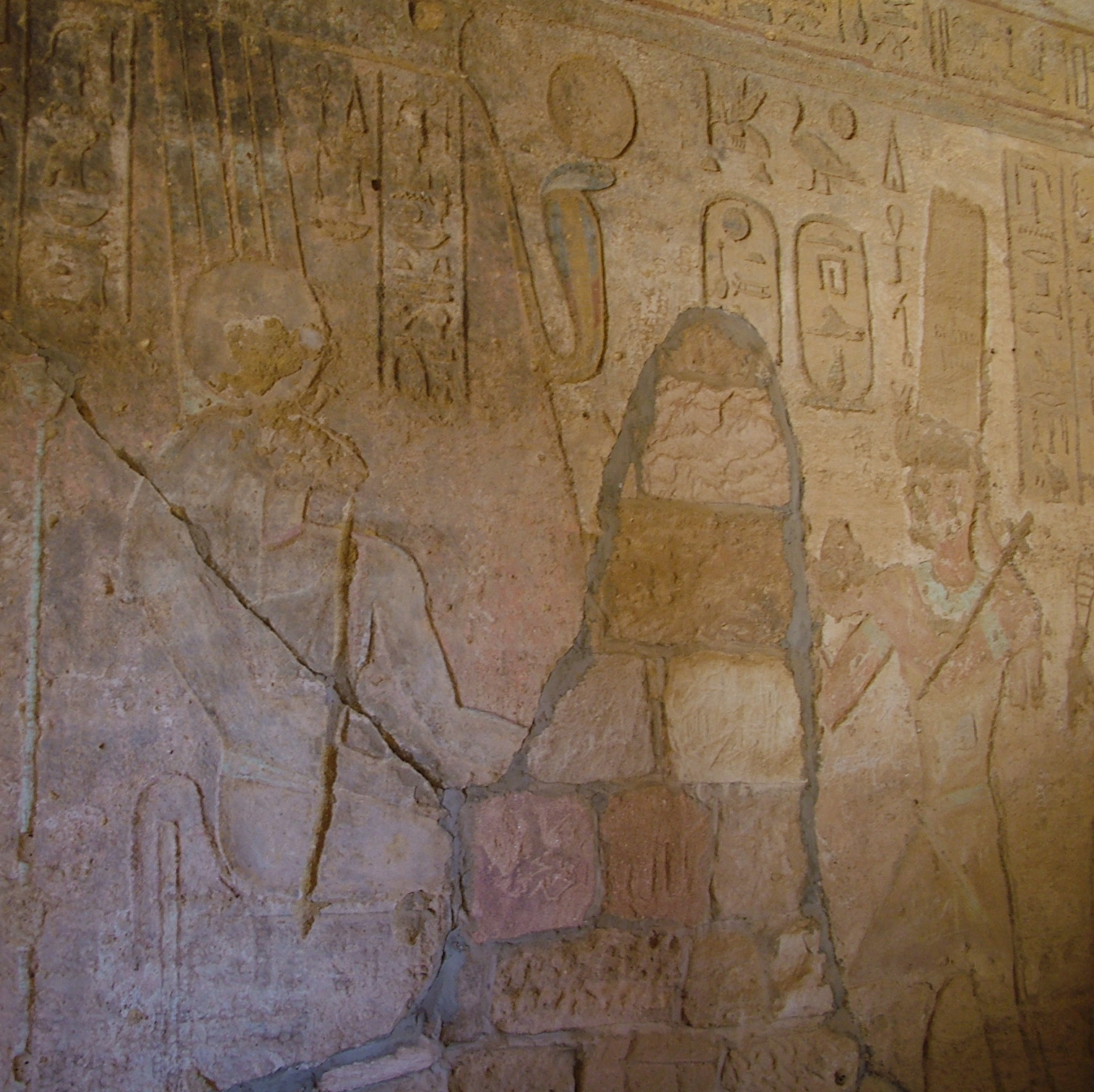
Зображення бога Амона

Культ Амона в Напаті почав складатися за часів XVIII династії. Він прийшов на зміну численним місцевим божествам. Амон в Напаті часто зображувався сидячим на троні з тілом людини і головою барана.
Храми і кладовища розташовувалися на околиці міста, за скелею Джебель-Баркал, між пустелею і сільськогосподарськими угіддями, саме ж місто тягнулося вздовж берега річки. Важливу роль в житті Напати відігравала релігія. Місто було не тільки важливим місцем паломництва, а й перебувало на перетині декількох торгових шляхів. Важливою торговою артерією для торгівлі був Ніл, яким каравани з центральної Африки могли добиратися через Єгипет до Середземного моря і далі до берегів інших держав.

## Розкопки Напати
Наймасштабніші розкопки були зроблені в 1916—1920 рр. Джорджем Е. Рейснером. При цьому лише невелика частина зібраної інформації була опублікована і стала доступна для широкої аудиторії. Сьогодні тут проводяться розкопки італійськими дослідниками.
У 2003 році ЮНЕСКО присвоїло статус Всесвітньої спадщини руїнам піраміди Амунтемпела і деяким іншим стародавнім архітектурним спорудам в Напаті.

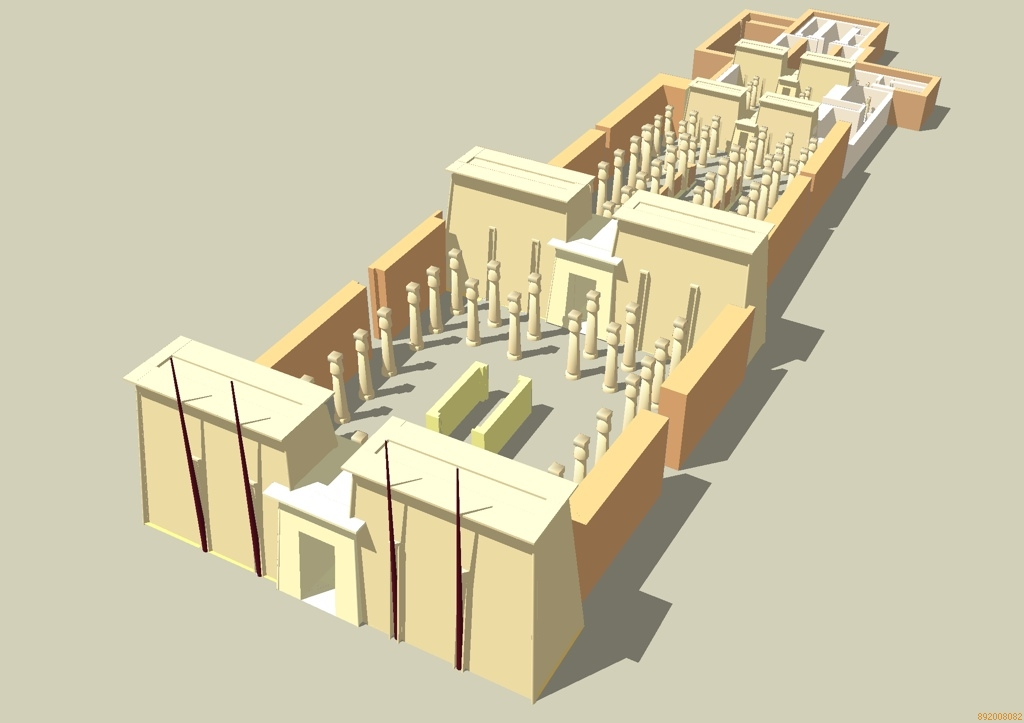
Відтворення храму Амона в Джебель-Баркал за фараонів XXV династії